# Chocoladefontein

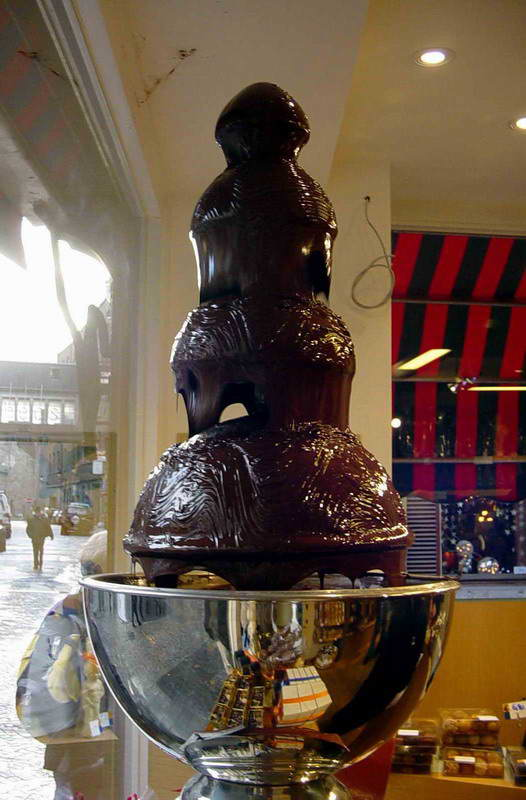
Een chocoladefontein

Een chocoladefontein is een 'fontein' waar langzaam chocolade langs omlaag stroomt. De chocoladefontein bestaat uit een elektrisch verwarmde pan met een roterende spiraal in het midden die de gesmolten chocolade omhoog voert. 
Net als bij de chocoladefondue kunnen stukjes fruit of marshmallows bij de fontein gehouden worden, zodat er een laagje chocolade omheen komt. De chocoladefontein kan bijvoorbeeld gebruikt worden bij bruiloften. Ook staan er in all-you-can-eat-restaurants vaak chocoladefonteinen in buffetten met nagerechten. Hierin kunnen mensen dan bovengenoemde ingrediënten dompelen en deze meenemen naar hun plek om ze daar op te eten.
Voor de chocoladefontein is speciale chocolade nodig met toegevoegde cacaoboter. Gewone chocolade of chocolade voor chocoladefondue zal niet altijd goed werken. De samenstelling van de chocolade moet namelijk zo zijn dat de vloeibare chocolade omhoog gevoerd kan worden en niet direct hard wordt wanneer deze naar buiten komt.